# Х-31

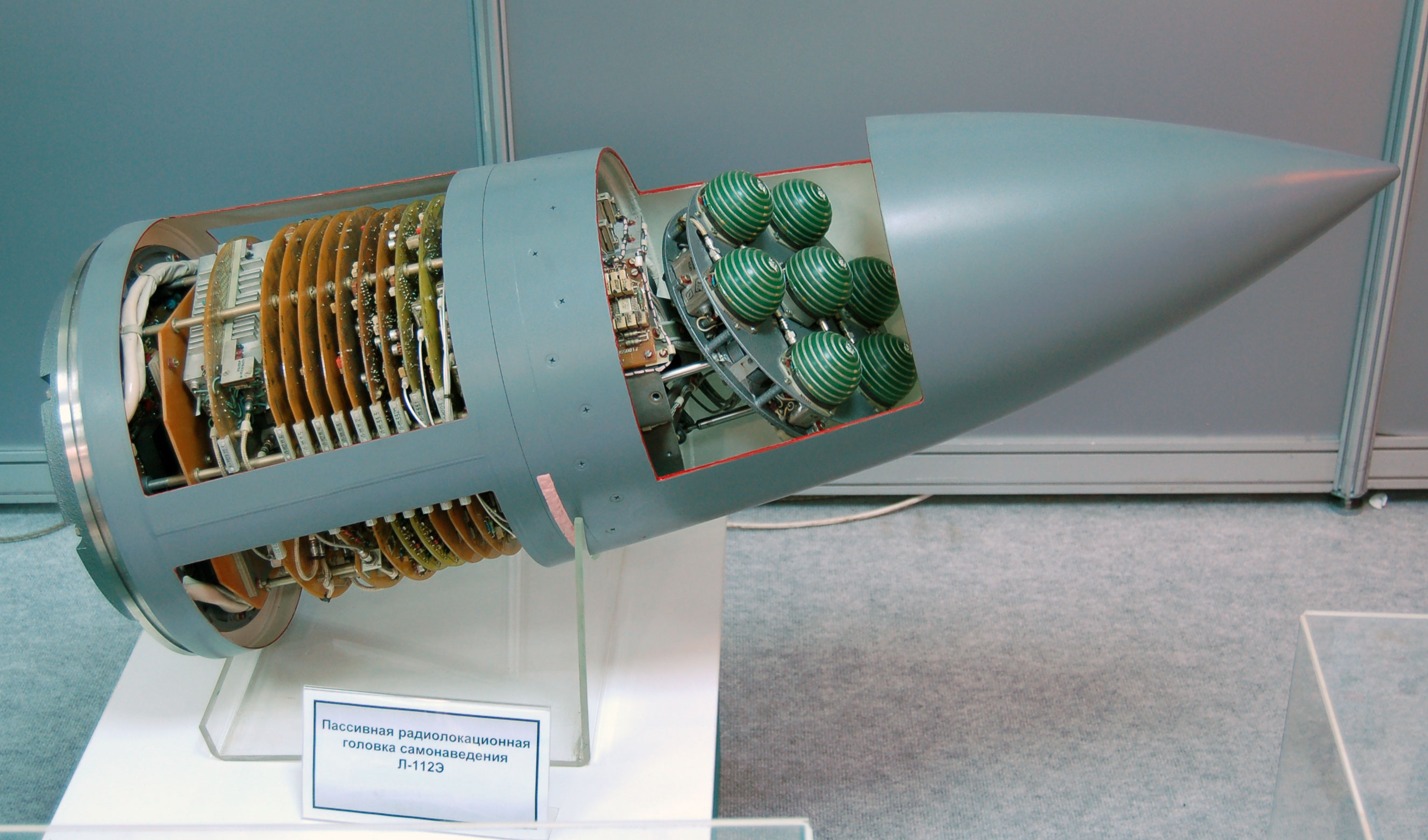
пассивная радиолокационная головка самонаведения Л-112Э для ракет Х-31. МАКС-2009

Х-31 (по кодификации МО США и НАТО — AS-17 Krypton (Криптон) — советская тактическая управляемая ракета класса «воздух-земля» средней дальности для таких самолётов-истребителей, как МиГ-29 и Су-27. Существуют противокорабельный (Х-31А) и противорадиолокационный (Х-31П) варианты ракет.

## История
Разработка Х-31П начата в 1975 из-за того, что военные были неудовлетворены дальностью пуска и скоростью полёта предыдущей противорадиолокационной ракеты Х-27ПС — ракетоноситель был вынужден производить пуск в зоне досягаемости ЗРК Improved Hawk и Nike Hercules, в таком случае расчёт цели мог его обнаружить и выключить РЛС. 
Разработка противокорабельной Х-31А началась в 1978 году.
Лётные заводские испытания Х-31П начались в мае 1982, государственные совместные испытания (ГСИ) по первому этапу проведены с 22 ноября 1983. Второй этап ГСИ проведён параллельно первому 28 августа 1984 года.
В феврале 1986 года проведены лётно-конструкторские испытания модернизированной Х-31П. В конце марта 1988 года в составе самолёта Миг-27М, были проведены ГСИ модернизированной Х-31П с новой ГСН, испытания успешно завершены.
Испытания ракеты Х-31А: выполнено 86 полётов и 8 пусков Х-31А, испытания этой ракеты успешно завершены, в 1989 году.
Испытания Х-31 в составе Су-30КН начаты в 2001.

## Модификации
- Х-31П («изделие 77П») — базовый вариант противорадиолокационной ракеты, оснащаемой модульными пассивными радиолокационными головками самонаведения ПРГС-4ВП (Л-111), ПРГС-5ВП (Л-112) или ПРГС-6ВП (Л-113)[4][5] разработки НПО «Автоматика», перекрывающими весь частотный диапазон РЛС, являющихся потенциальными целями этой ракеты.[2] Предназначена для уничтожения РЛС из состава ЗРК большой и средней дальности, а также для других РЛС наземного и морского базирования, различного назначения. Принята на вооружение в 1988 году.[6]
  - Х-31ПД — применена широкополосная пассивная ГСН, аналогичная ГСН Х-58УШКЭ диапазона 1,2 ГГц — 11 ГГц,[7][8] увеличена дальность пуска до 250 км, за счёт управления тягой двигателя, увеличена масса БЧ до 110 кг, стартовая масса возросла до 715 кг.[9]. Серийное производство с 7 сентября 2012[10]
  - Х-31ПК — модернизация ракеты Х-31П за счёт оснащения её неконтактным датчиком подрыва «Капля»[11] и БЧ увеличенной эффективности, для эффективного поражения РЛС, в том числе с вынесенными вверх антенными устройствами (до 15 м). Исполнена в габаритах Х-31П.[12] С различными вариантами ГСН
- Х-31А («изделие 77А») — противокорабельная ракета с активной радиолокационной ГСН АРГС-31 (У505). Предназначена для поражения кораблей водоизмещением до 4500 т. Принята на вооружение в 1989 году. Поставляется на экспорт в Индию. Впервые ракета открыто продемонстрирована в 1991 году на авиационной выставке в г. Дубай, ОАЭ.[13]
  - Х-31АД (Х-31М) — увеличена дальность пуска до 120—160 км, увеличена мощность БЧ на 15 % (до 110 кг), стартовая масса возросла до 715 кг,[14] добавлена инерциальная система наведения.[7] Находится в стадии испытаний, предполагается закончить к 2014[15]
  - МА-31 (М-31) — ракета-мишень на базе Х-31А. Без ГСН, БЧ и радиовысотомера (по другим данным, с американским радиовысотомером). Предназначена для имитации сверхзвуковых ракет при испытаниях зенитно-ракетных и артиллерийских комплексов и отработке навыков по отражению налёта сверхзвуковых ракет боевыми расчётами комплексов ПВО. Разработана на базе ракеты Х-31А и может совершать полёт как по низковысотной траектории, для имитации сверхзвуковых противокорабельных ракет, так и по высотной траектории для имитации противорадиолокационных ракет. Поставляется на экспорт в США.[16]
    - МА-31Д — вариант мишени с увеличенной дальностью полёта.[16]
- YJ-91 (Инцзи-91, заводское обозначение KR-1) — китайский вариант Х-31, разрабатываемый корпорацией «Хунду авиэйшн индастри корпорейшн» (англ. Hongdu Aviation Industry Corporation) для вооружения китайских самолётов JH-7, J-8B, Су-27, Су-30, J-10.

## Тактико-технические характеристики
|                                                               | Х-31П | Х-31ПД | Х-31ПК | Х-31А | Х-31АД | МА-31 ракета-мишень |
| ------------------------------------------------------------- | --- | --- | --- | --- | --- | --- |
| заводской индекс                                              | изделие 77П | | | изделие 77A | изделие 77АД | |
| год принятия на вооружение                                    | 1988 | | | 1989 | | |
| ГСН                                                           | Л-112(Э) пассивная РЛГСН                                                                                                   | ШПГСН | Л-112(Э) пассивная РЛГСН                                                                                                   | АРГС-31 активная РЛГСН | АРГС-31 активная РЛГСН | отсутствует |
| двигатель                                                     | Прямоточный воздушно-реактивный двигатель 31ДПК                                                                            | Прямоточный воздушно-реактивный двигатель 31ДПК                                                                            | Прямоточный воздушно-реактивный двигатель 31ДПК                                                                            | Прямоточный воздушно-реактивный двигатель 31ДПК                                                                            | Прямоточный воздушно-реактивный двигатель 31ДПК                                                                            | Прямоточный воздушно-реактивный двигатель 31ДПК                                                                            |
| боевые характеристики                                         | | | | | | |
| минимальная дальность пуска, км                               | 15 | 15 | 15 | 7,5 | 7,5 | |
| максимальная дальность пуска, км                              | 110 | 180-250 (при H=15 км, M=1,5)                                                                                               | 110 | 70 | 120-160 (при H=15 км, M=1,5)                                                                                               | |
| КВО, м                                                        | 2-5 | 2-5 | 2-5 | 2-5 | 2-5 | |
| скорость носителя, км/ч                                       | 650-1250 | 650-1250 | 650-1250 | 650-1250 | 650-1250 | 650-1250 |
| минимальная высота применения, км                             | 0,1 | 0,1 | 0,1 | 0,1 | 0,1 | 0,5 |
| максимальная высота применения, км                            | 15 | 15 | 15 | 15 | 15 | 15 |
| максимальная скорость полёта, м/с                             | 1000 (M=3,3) | нет данных | 1000 (M=3,3) | 1000 (M=3,3) | нет данных | ~1000 (М=3,3 при Н=18,3 км) ~800 (М=2,4 на уровне моря)                                                                    |
| средняя скорость полёта, м/с                                  | 600—700 | 600—700 | 600—700 | 600—700 | 600—700 | 600—700 |
| располагаемая перегрузка, g                                   | | | | | | 15 |
| массо-габаритные характеристики                               | | | | | | |
| длина, мм                                                     | 4700 | 5340 | 4800 | 4700 | 5340 | 4700 |
| диаметр, мм                                                   | 360 | 360 | 360 | 360 | 360 | 360 |
| размах крыла, мм                                              | 914 | 954 | 914 | 914 | 954 | 914 |
| размах рулей, мм                                              | 1100 | 1102 | | 1100 | | 1150 |
| стартовая масса, кг                                           | 598 | 715 | 605±10 | 610 | 715 | 600 |
| масса топлива, кг                                             | | | | | | 55 |
| масса полезной нагрузки, кг                                   | | | | | | 113 |
| масса ракеты после завершения работы стартового двигателя, кг | | | | | | 483 |
| масса ракеты после начала работы ПВРД, кг                     | | | | | | 442 |
| масса ракеты после исчерпания топлива, кг                     | | | | | | 389 |
| тип БЧ                                                        | осколочно-фугасная | осколочно-фугасная | осколочно-фугасная | фугасно-проникающая | фугасно-проникающая | отсутствует |
| модель БЧ                                                     | | | | 9М2120 | | — |
| масса БЧ, кг                                                  | 87 | 110 | нет данных | 94 | 110 | — |
| масса ВВ, кг                                                  | | | | | | — |
| габариты транспортного контейнера, м                          | | | | | | |
| масса в стартовом контейнере, кг                              | | | | | | |
| совместимость                                                 | | | | | | |
| катапультные устройства:                                      | АКУ-58, АКУ-58-1, АКУ-58АЭ                                                                                                 | АКУ-58, АКУ-58-1, АКУ-58АЭ                                                                                                 | АКУ-58, АКУ-58-1, АКУ-58АЭ                                                                                                 | АКУ-58, АКУ-58-1, АКУ-58АЭ                                                                                                 | АКУ-58, АКУ-58-1, АКУ-58АЭ                                                                                                 | АКУ-58, АКУ-58-1, АКУ-58АЭ                                                                                                 |
| носители:                                                     | Су-17, Су-24М, Су-27К-2, Су-27ИБ, Су-30МК (МКИ, МКМ, МК2), Су-34, Су-35, МиГ-27М, МиГ-29К, МиГ-29КУБ, МиГ-35, Як-141 и др. | Су-17, Су-24М, Су-27К-2, Су-27ИБ, Су-30МК (МКИ, МКМ, МК2), Су-34, Су-35, МиГ-27М, МиГ-29К, МиГ-29КУБ, МиГ-35, Як-141 и др. | Су-17, Су-24М, Су-27К-2, Су-27ИБ, Су-30МК (МКИ, МКМ, МК2), Су-34, Су-35, МиГ-27М, МиГ-29К, МиГ-29КУБ, МиГ-35, Як-141 и др. | Су-17, Су-24М, Су-27К-2, Су-27ИБ, Су-30МК (МКИ, МКМ, МК2), Су-34, Су-35, МиГ-27М, МиГ-29К, МиГ-29КУБ, МиГ-35, Як-141 и др. | Су-17, Су-24М, Су-27К-2, Су-27ИБ, Су-30МК (МКИ, МКМ, МК2), Су-34, Су-35, МиГ-27М, МиГ-29К, МиГ-29КУБ, МиГ-35, Як-141 и др. | Су-17, Су-24М, Су-27К-2, Су-27ИБ, Су-30МК (МКИ, МКМ, МК2), Су-34, Су-35, МиГ-27М, МиГ-29К, МиГ-29КУБ, МиГ-35, Як-141 и др. |
| экономические показатели                                      | | | | | | |
| стоимость за единицу:                                         | | | | | | $550 000 на 1998 год |

Срок хранения ракеты 8 лет, назначенный ресурс ракеты — до 15 взлётов/посадок, по налёту — до 70 ч, по наработке аппаратуры — до 50 ч .

## Помехозащищённость
Ракета Х-31А/Х-31П может применяться при активном радиоэлектронном противодействии противника.

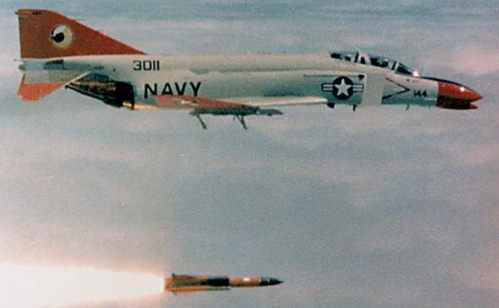
Пуск сверхзвуковой низковысотной мишени MA-31

## На вооружении
- Россия — на вооружении ВВС РФ, по состоянию на 2010 год[19]. За 2009 год поставлено 147, за 2010 год — 75 Х-31[1]
- Казахстан — на вооружении ВС РК, по состоянию на 2010 год[источник не указан 5030 дней]
- Алжир — на вооружении ВВС Алжира по состоянию на 2010 год[20]. 70 Х-31 поставлено в 2008 году[21], 44 Х-31 поставлено в 2009 году[1]
- Венесуэла — на вооружении ВВС Венесуэлы, по состоянию на 2010 год[22]. 80 Х-31 поставлено в 2008 году[21]
- Вьетнам — на вооружении ВВС Вьетнама, по состоянию на 2010 год[23][24]
- Индия — на вооружении ВВС Индии, по состоянию на 2010 год[25][24]
- Китай — Х-31 и YJ-91 на вооружении ВВС КНР, по состоянию на 2010 год[26][24]
- США — в 1997 году закуплено 4 мишени МА-31, а в 1998 ещё 9[24], на снабжении авиации ВМС США, по состоянию на 2010 год[27]
- Сирия более 87 на 2010[1]

### Бывшие
- СССР

## Боевое применение
По некоторым данным, ракета применялась российскими ВВС во время войны в Грузии в 2008 году, в частности сообщается, что 10 августа 2008 года Су-34 российских ВВС противорадиолокационной ракетой Х-31П поразил РЛС ПВО Грузии в районе города Гори, после чего грузинская ПВО была отключена, во избежание дальнейших потерь.
Х-31, Х-31П и Х-31ПМ используется российской стороной в ходе вторжения России на Украину